# Tobrilus longicaudatus
Tobrilus longicaudatus är en rundmaskart som först beskrevs av Schneider 1923.  Tobrilus longicaudatus ingår i släktet Tobrilus och familjen Tripylidae. Inga underarter finns listade i Catalogue of Life.